# Роскофф, Георг Густав
Георг Густав Роскофф (1814—1889) — протестантский богослов. Был профессором в Венском институте в 1850—1884 годах.
Его основная работа посвящена историческому развитию дуализма, в котором он прослеживает фигуру Дьявола в человеческом мышлении. Его «История дьявола» (1869 г.) до сих пор считается стандартной работой по этой теме, хотя её критиковали за повторение нереалистичной цифры Готфрида Кристиана Фойгта о якобы девяти миллионах жертв судебных процессов над ведьмами раннего Нового времени.